# Megan Fox
Megan Denise Fox (Oak Ridge, Tennessee, 1986. május 16. –) amerikai színésznő, modell.

## Élete és pályafutása
Ötéves korától táncolt és színészetet tanult. Tízéves korában (1996) költöztek Floridába. Itt folytatta és fejezte be tanulmányait.
Fiatalon kezdett modellkedni, majd miután 1999-ben megnyert egy modellversenyt, a színészet következett. Első filmje a Karibi vakáció (2001) volt, melyben Mary-Kate és Ashley Olsen voltak a partnerei. 2006-ban Michael Bay osztotta rá a Transformers egyik főszerepét, amely 2007 legsikeresebb filmje lett a mozikban és meghozta a színésznő számára a világhírnevet. 2009-ben mutatták be Ördög bújt beléd című horrorfilmjét, melyben Amanda Seyfrieddel játszik együtt.
Megan Fox volt az Emporio Armani Fehérnemű és Armani Jeans nemzetközi kollekció arca a 2010-es tavaszi-őszi kampányban.

## Magánélete
2004 és 2009 között együtt élt kollégájával, Brian Austin Greennel. 2007-ben eljegyezték egymást, aztán 2009 szeptemberében Fox egy interjújában kifejtette, hogy már külön utakon járnak. Azóta újra együtt vannak és végül 2010-ben egybe is keltek. 2012. szeptember 7-én született meg első gyermeke, Noah Shannon Green, 2014. február 12-én adott életet második kisfiának, Bodhi Ransom Greennek. Harmadik fia, Journey River Green 2016-ban született. A házasság 2020-ig tartott.
Fox biszexuális , és elmondása szerint hisz abban, hogy "az emberek biszexuálisnak születnek, de különféle tudatalatti döntéseket hoznak meg életük során a társadalmi nyomás hatására."  

## Filmográfia

### Film

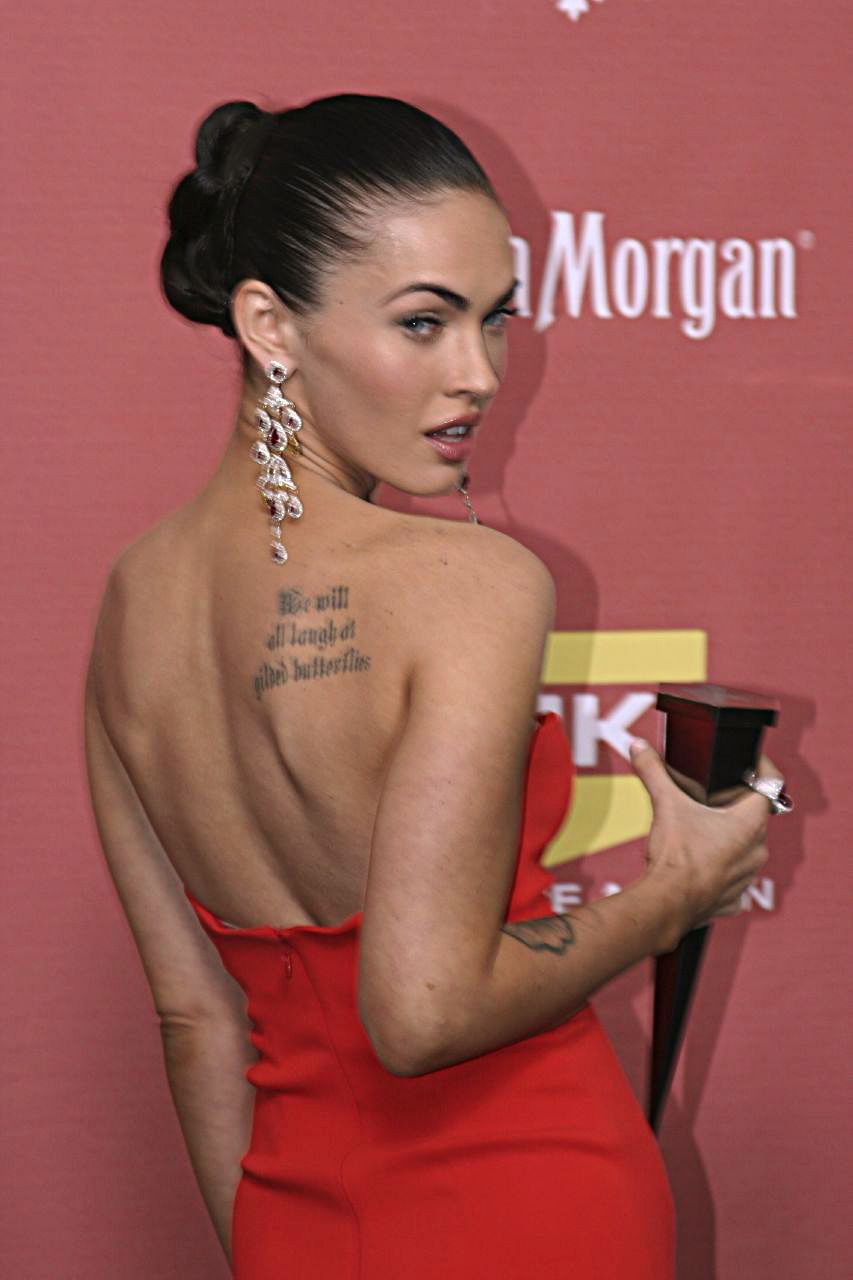
2007-ben

| Év   | Magyar cím                                                    | Eredeti cím                                      | Szerep              | Magyar hang         |
| ---- | ------------------------------------------------------------- | ------------------------------------------------ | ------------------- | ------------------- |
| 2001 | Karibi vakáció                                                | Holiday in the Sun                               | Brianna Wallace     | Simonyi Piroska     |
| 2004 | Egy hisztérika feljegyzései                                   | Confessions of a Teenage Drama Queen             | Carla               |                     |
| 2007 | Transformers                                                  | Transformers                                     | Mikaela Banes       | Zsigmond Tamara     |
| 2008 | Hogy veszítsük el barátainkat és idegenítsük el az embereket? | How to Lose Friends & Alienate People            | Sophie Maes         | Kiss Virág Magdolna |
| 2008 |                                                               | Whore                                            | Lost                |                     |
| 2009 | Transformers: A bukottak bosszúja                             | Transformers: Revenge of the Fallen              | Mikaela Banes       | Zsigmond Tamara     |
| 2009 | Ördög bújt beléd                                              | Jennifer's Body                                  | Jennifer Check      | Mezei Kitty         |
| 2010 | Jonah Hex                                                     | Jonah Hex                                        | Lilah               | Zsigmond Tamara     |
| 2010 | Végjáték                                                      | Passion Play                                     | Lily Luster         | Zsigmond Tamara     |
| 2011 | Barátok babákkal                                              | Friends with Kids                                | Mary Jane           | Zsigmond Tamara     |
| 2012 | A diktátor                                                    | The Dictator                                     | önmaga              | Zsigmond Tamara     |
| 2012 | 40 és annyi                                                   | This Is 40                                       | Desi                | Bogdányi Titanilla  |
| 2014 | Tini nindzsa teknőcök                                         | Teenage Mutant Ninja Turtles                     | April O'Neil        | Zsigmond Tamara     |
| 2016 | Tini Nindzsa Teknőcök: Elő az árnyékból!                      | Teenage Mutant Ninja Turtles: Out of the Shadows | April O'Neil        | Zsigmond Tamara     |
| 2019 |                                                               | Above the Shadows                                | Juliana             |                     |
| 2019 |                                                               | Zeroville                                        | Soledad Paladin     |                     |
| 2019 |                                                               | The Battle of Jangsari                           | Maggie              |                     |
| 2020 | Gondolkozz kutyául!                                           | Think Like a Dog                                 | Ellen Reed          | Bogdányi Titanilla  |
| 2020 | Pokoli küldetés                                               | Rogue                                            | Samantha O'Hara     | Zsigmond Tamara     |
| 2021 | Holtomiglan                                                   | Till Death                                       | Emma                | Zsigmond Tamara     |
| 2021 | Hajsza egy gyilkos után                                       | Midnight in the Switchgrass                      | Rebecca Lombardi    | Solecki Janka       |
| 2021 | Az éjszaka fogai                                              | Night Teeth                                      | Grace               | Solecki Janka       |
| 2022 |                                                               | Big Gold Brick                                   | Jacqueline Deveraux |                     |
| 2022 |                                                               | Taurus                                           | Mae                 |                     |
| 2022 | Jó gyászolást                                                 | Good Mourning                                    | Kennedy             |                     |
| 2023 | Feláldozh4tók                                                 | Expend4bles                                      | Gina                | Solecki Janka       |
| 2023 |                                                               | Johnny & Clyde                                   | Alana Hart          |                     |
| 2024 |                                                               | Subservience                                     | Alice               |                     |

### Televízió
| Év        | Magyar cím               | Eredeti cím                        | Szerep                     | Megjegyzések                               |
| --------- | ------------------------ | ---------------------------------- | -------------------------- | ------------------------------------------ |
| 2002–2003 |                          | Ocean Ave.                         | Ione Starr                 | főszereplő                                 |
| 2003      |                          | What I Like About You              | Shannon                    | 1 epizód                                   |
| 2004      |                          | Crimes of Fashion                  | Candace                    | tévéfilm                                   |
| 2004      | Két pasi – meg egy kicsi | Two and a Half Men                 | Prudence                   | 1 epizód                                   |
| 2004      |                          | The Help                           | Cassandra Ridgeway         | főszereplő                                 |
| 2004–2006 |                          | Hope & Faith                       | Sydney Shanowski           | főszereplő                                 |
| 2009      | Saturday Night Live      | Saturday Night Live                | önmaga (házigazda)         | 1 epizód                                   |
| 2011      | Robotcsirke              | Robot Chicken                      | önmaga/ Lois Lane (hangja) | 1 epizód                                   |
| 2012      |                          | Robot Chicken DC Comics Special    | Lois Lane (hangja)         | különkiadás                                |
| 2012      |                          | Wedding Band                       | Alexa Jordan               | 1 epizód                                   |
| 2016–2017 | Új csaj                  | New Girl                           | Reagan Lucas               | 15 epizód                                  |
| 2018      |                          | Legends of the Lost with Megan Fox | önmaga (házigazda)         | - 4 epizód - társalkotó és vezető producer |

## Díjak és jelölések
- 2005-ben Young Artist Awardra jelölték a legjobb női mellékszereplő kategóriájában
- 2007-ben három kategóriában jelölték Teen Choice Awardsra azonban egyet sem nyert
- 2007-ben National Movie Awardra jelölték a legjobb női főszereplő kategóriájában
- 2008-ban MTV Movie Awardra jelölték
- 2009-ben Teen Choice Awardot nyert két kategóriában is.[8]
- 2010 - Arany Málna díj jelölés - alegrosszabb női főszereplő(Transformers - A bukottak bosszúja)
- 2010 - Arany Málna díj jelölés - a legrosszabb filmes páros (Transformers - A bukottak bosszúja)
- 2010 - Arany Málna díj jelölés - a legrosszabb női főszereplő (Ördög bújt beléd)
- 2011 - Arany Málna díj jelölés - a legrosszabb női főszereplő (Jonah Hex)
- 2011 - Arany Málna díj jelölés - a legrosszabb páros (Jonah Hex)
- 2015 - Arany Málna díj - a legrosszabb női mellékszereplő (Tini nindzsa teknőcök)
- 2024 - Arany Málna díj - a legrosszabb női főszereplő (Johnny & Clyde)
- 2024 - Arany Málna díj - a legrosszabb női mellékszereplő (Feláldozh4tók)